# モモヤマハト
モモヤマハト（9月9日 - ）は、日本の漫画家。一般向けと成人向けの両方で活動している。

## 評価
『ダ・ヴィンチ』の古川諭香は、『最果てに惑う』について殺人犯の心理描写に引き込まれると述べている。吉行ゆきのは、成人向け漫画作品『ぼくの小さなはじめてのこいびと』を「ひねりにひねられた作品」と称賛した。

### 受賞歴
- 第73回ちばてつや賞 一般部門佳作[3]

## 作品リスト

### 一般向け
★は連載作品。
- 水声に消えないよう（『モーニング』2019年43号）
- ★ 『最果てに惑う』ヒーローズ〈ヒーローズコミックス ふらっと〉全3巻（『コミプレ』2023年1月6日[4] - 2024年11月1日、全15話+エピローグ）
  1. 2023年6月15日発売[5][6]、ISBN 978-4-86468-177-3
  2. 2024年2月15日発売[7]、ISBN 978-4-86468-239-8
  3. 2024年11月14日発売[8]、ISBN 978-4-86805-017-9
- おくりあめ（『コミックDAYS』2023年6月30日）

### 成人向け
- 『ぼくの小さなはじめてのこいびと』茜新社、2022年9月7日発売[9]、電子書籍のみ